# Bohemia (musicien)
Pour les articles homonymes, voir Bohemia.
Bohemia (ourdou : بوہیمیا), de son vrai nom Roger David, né le 15 octobre 1979 à Karachi, Sindh, est un rappeur et producteur américano-pakistanais. Originaire de la Californie, il est considéré comme le premier rappeur penjab, qui a publié un album chanté en penjab en 2002.

## Biographie

### Jeunesse
Bohemia est né le 15 octobre 1979,  dans une famille punjab de confession chrétienne. Il possède une Bible et un Guru Granth Sahib. Son père était employé au Pakistan International Airline. Bohemia commence à apprendre la musique grâce à son père, et écrit à cette période en penjab.
Il emménage chez son cousin à Oakland, en Californie, qui travaillait dans un studio d'enregistrement. Après quelques mois, Bohemia écrit les paroles de son premier album Vich Pardesan De, une autobiographique de sa vie aux États-Unis. Cet album d'un nouveau genre sera plus tard catégorisé de desi hip-hop. Bohemia explique s'être inspiré de poètes comme Faiz Ahmed Faiz, Mirza Ghalib et Allama Iqbal. « Des personnes comme Faiz Ahmed Faiz et Mirza Ghalib sont connues chez moi, et mes poésies s'inspirent principalement d'eux. »

### Carrière
Son premier album indépendant, Vich Pardesan De, atteint le top 10 de la BBC Radio UK en 2002. L'album qui suit, Pesa nasha pyar devient le premier album en rap penjab publié chez une major. Il est par ailleurs signé au llabel Universal Music Group entre 2006 et 2009. En 2006, Pesa nasha pyar atteint le Top 10 des téléchargements sur Maxim, et la troisième place au Planet M en Inde. Da rap star, son troisième album, est nommé quatre fois au UK Asian Music Awards et au PTC Punjabi. Il atteint également la première place du classement Planet M. Bohemia par en tournée en 2009. 
Il joue le thème du film de Warner Bros Chandni Chowk to China, dans lequel il participe aux côtés d'Akshay Kumar et Deepika Padukone. Quelques mois plus tard, il effectue la chanson d'un autre film d'Akshay Kumar, 8 x 10 Tasveer. En 2011, il offre une chanson à Akshay Kumar pour sa première production hollywoodienne Breakaway. Bohemia prête aussi sa voix dans le film Desi Boyz. En septembre 2012, il publie son quatrième album, Thousand Thoughts. En 2013, il remporte un prix Best Non-Resident Punjabi Album aux PTC Punjabi Music Awards. 